# Danny Carson
Danny Carson (sinh ngày 2 tháng 2 năm 1981) là một cầu thủ bóng đá người Anh, thi đấu ở vị trí tiền vệ ở Football League cho Chester City.